# بيل بيرك
بيل بيرك (بالإنجليزية: Bill Burke)‏ هو منافس ألعاب قوى أمريكي، ولد في 15 أكتوبر 1969.

## وصلات خارجية
- بيل بيرك على موقع الاتحاد الدولي لألعاب القوى (الإنجليزية)